# Fejervarya frithi
Fejervarya frithi é uma espécie de anfíbio da família Ranidae.
É endémica do Bangladesh.
Os seus habitats naturais são: marismas de água doce e marismas intermitentes de água doce.